# Птица в клетке. Заражение
«Птица в клетке. Заражение» (англ. Songbird, буквальный перевод — «Певчая птица») — научно-фантастический фильм 2020 года режиссёра Адама Мейсона в жанре романтического триллера-антиутопии. Его действие происходит в будущем, где коронавирус победил. Главные роли в картине сыграли Кей Джей Апа, София Карсон, Деми Мур, Брэдли Уитфорд, Петер Стормаре.

## Сюжет
Действие фильма происходит в 2024 году. Вирус COVID-19 мутировал в COVID-23, инфицированных против их воли отправляют в карантинные лагеря. Нико Прайс, мотоциклетный курьер с иммунитетом, состоит в виртуальных отношениях с Сарой Гарсия, молодой художницей, живущей со своей бабушкой Литой; изоляция Сары исключает физический контакт с ней. Нико работает на Лестера, который специализируется на доставке посылок состоятельным людям. Один из важных клиентов — Гриффины, Пайпер и Уильям, чья дочь Эмма страдает аутоиммунным заболеванием. Уильям — бывший исполнительный директор звукозаписи, у него роман с Мэй, певицей, зарабатывающей на жизнь продажей в Интернете каверов на классические песни.
Уильям настаивает на встрече с Мэй, но та постоянно отказывается. Пайпер, услышав один из таких телефонных разговоров, выгоняет мужа. Уильям пытается убить Мэй, но её спасает Майкл Дозер — оператор дронов, работающий на Лестера. С помощью беспилотника он убивает Уильяма. Тем временем Лита умирает от COVID-23, после чего сотрудники отдела «санитарии» задерживают Сару. Нико выясняет, что перевозит нелегальные браслеты с иммунитетом, которые продают Гриффины, получает один браслет для Сары и благодаря помощи Лестера и Пайпер успевает найти её до попадания в карантинный лагерь.
Мэй и Дозер начинают виртуальные отношения, Нико посылает Лестеру свой браслет иммунитета в качестве благодарности. В финале Нико и Сара едут по шоссе вдоль тихоокеанского побережья.

## В ролях
| Актёр               | Роль              |
| ------------------- | ----------------- |
| Кей Джей Апа        | Нико              |
| София Карсон        | Сара              |
| Деми Мур            | Пайпер Гриффин    |
| Брэдли Уитфорд      | Уильям Гриффин    |
| Петер Стормаре      | Эммет Харланд     |
| Крэйг Робинсон      | Лестер            |
| Пол Уолтер Хаузер   | Дозер             |
| Александра Даддарио | Мэй               |
| Эльпидия Каррильо   | бабушка Сары Лита |
| Лия Макхью          | Эмма Гриффин      |

## Создание и оценки
О начале работы над проектом стало известно 19 мая 2020 года. Режиссёром стал Адам Мэйсон (он же написал сценарий совместно с Саймоном Бойесом), продюсером — Майкл Бэй. Съёмки начались 8 июля того же года в Лос-Анжелесе и проходили с максимальными предосторожностями из-за пандемии. 29 октября появился трейлер фильма, который вызвал массовую негативную реакцию из-за романтизации темы ковида. Релиз картины начался 11 декабря 2020 года на премиум-канале VOD.
На сайте-агрегаторе отзывов Rotten Tomatoes фильм получил рейтинг 9 % со средней оценкой 3,5 из 10. Рецензенты с этого ресурса признали картину «сумбурной, нудной и не вдохновляющей». На сайте Metacritic «Птица в клетке» получила среднюю оценку 27 из 100, что указывает на «в целом неблагоприятные отзывы». Алонсо Дюральде из TheWrap написал в своей рецензии: «По сути, нет ничего предосудительного в том, чтобы использовать текущую трагедию в качестве отправной точки для жанрового фильма, но любому режиссёру, который решит это сделать, лучше создать что-то провокационное, интересное или, по крайней мере, компетентное». Дэвид Эрлих, пишущий для IndieWire, поставил фильму «двойку», Кори Коулман из Double Toasted нашел игру Питера Стормаре интересной, но раскритиковал картину за «безответственный» общий посыл и многочисленные дыры в сюжете.
Ребекка Онион из Slate написала: «„Птица в клетке“ не очень хороша, чего и следовало ожидать от чего-то, что было создано так быстро… Но если смотреть на неё в разгар нашей замедленной катастрофы, она выглядит не просто плохо, а нелепо». Брайан Таллерико с RogerEbert.com оценил фильм на ноль звёзд из четырёх. Фрэнк Шек из The Hollywood Reporter признал картину настолько плохой, что её лучше считать пародией. Кевин Махер из The Times был более позитивен, поставив четыре звезды из пяти и назвав «Птицу в клетке» «местами неоднозначной, но дерзкой картиной». Бенджамин Ли из The Guardian оценил её на три звезды из пяти как «смотрибельный триллер», Робби Коллин из The Daily Telegraph — тоже на три звезды.